# Kriminalistično obveščevanje
Kriminalistično obveščevanje sestavljajo informacije, ki se zbirajo, analizirajo in ali posredujejo, za namene predpostavljanja, napovedovanja, preprečevanja in ali nadziranja nedovoljenih aktivnosti različnih kriminalnih združb ali posameznikov.
Podatki o kaznivih obveščevalnih informacijah se nanašajo na vse dejavnosti obdelave podatkov. Te vrste obveščevalnih podatkov so :
Usmerjanje, raziskovanje, analiziranje, razširjanje, katerih namen je pomagati policijskim organom v boju proti kriminalu.
Kriminalistični obveščevalni podatki se nahajajo na treh ravneh: strateški, taktični in operativni ravni.
Strateška obveščevalna informacija: So katerekoli obveščevalne informacije, katerih cilj je dati globalno podobo enega ali več pojavov, ene ali več kriminalnih organizacij, trendov, razvoja ter sedanjih ali prihodnjih groženj. Na tej ravni je cilj izpostaviti tri razsežnosti grožnje, in sicer ozemlja, prebivalstva in kriminalnih tokov. Vse kriminalne informacije (geografija, zgodovina, gospodarstvo, sociologija, geopolitika itd.) se upoštevajo tudi za umestitev groženj v ustrezen referenčni okvir.
Taktična obveščevalna informacija: So vse informacije, katerih namen je prikazati podobo določenega kaznivega pojava, skupine določenih storilcev, njenih dejanj ali delovanja in omogočiti policijsko ukrepanje (preiskavo) ali sodno (postopek).
Operativna inteligenca: So vse informacije, namenjene razjasnitvi operativnih informacij ali omogočanju pridobivanja posebnih elementov raziskav, preiskav ali postopkov. Te podatke je mogoče zbrati bodisi kot del postopka (dolžnost preiskave) ali pa kot del iskanja policijskih informacij, z ali brez uporabe informatorja (vohuna).
Korpus Vojaške policije ZDA, natančneje definira kriminalno poizvedovanje, po sledeči definiciji:  So zbrani, primerjani, analizirani, zabeleženi in dokumentirani  podatki ali informacije, s pomočjo katerih prekrškovni ali pravosodni organi, glede na preiskovano kriminalno aktivnost,  na zakonit način obsodijo osumljene združbe ali posameznike.
Ta način delovanja obveščevalnih agencij, kot npr. CIA, FBI, BAU, QUANTICO, so še posebej uporabne, pri poizvedovanju glede organiziranega kriminala. V svojo prid, se ta vrsta obveščevanja razširja z pomočjo nadzora, uporabe vohunov, zasliševanja oseb, ter raziskovanja iz strani obveščevalnih agencij.
Ti podatki, so najbolj uporabljeni v obveščevalnih agencijah ali organih, ki se ukvarjajo z zbiranjem informacij, glede kriminalnih združb ali posameznikov, ali pa organiziranih nezakonitih dejavnosti. Razširjena uporaba metod zbiranja informacij na prikrit način vključuje : Uporabo prikritega snemanja, v obliki nadzora, uporabo informatorjev, uporabo zasliševanja osumljencev, ter uporabo ugotovitev iz različnih raziskav glede določenih oseb ali združb.  Lahko se upoštevajo tudi zaznavanja policistov na terenu.
Določeni prekrškovni ali pregonski organi imajo točno določene oddelke ali t.i. divizije, vzpovstavljene s specifičnim namenom zbiranja različnih informacij, ter razširjanjem znanja. 

## Uporaba kriminalističnega obveščevanja v vojski ZDA (US Army):
Kriminalistično obveščevanje (v nadaljevanju CRIMINT), je rezultat zbiranja, analiziranja, ter tolmačenja ali interpretiranja vseh podatkov na voljo, glede potencialnih kriminalnih ogroženj ali groženj, ter informacij glede ranljivosti oz. t.i. »šibkih točk« določenih državnih organov in organizacij. Vojaški prekrškovni ali pregonski organi, v prvi vrsti predstavljajo organizacijo na zvezni, državni, ali pa lokalni ravni, za izmenjavo policijskega obveščevanja. Lahko zbirajo podatke glede kriminalističnega obveščevanja (CRIMINT), ter podatke, glede obveščevanja o določeni osebi, ali človeku (HUMINT), glede na tiste določbe in statute, ki se jih lahko aplicira. Vojaški prekrškovni in pregonski organi imajo možnost opravljanja analize, zbiranja, ter dopolnjevanja zbranih podatkov, glede kriminalnih namenov ogrožanja vojske ZDA. Stopnja zaupnosti teh podatkov je po naših merilih STROGO TAJNA, saj se s tem pripomore ne le k policijskim raziskavam, temveč tudi k razvoju proti ukrepov, ki lahko zaščitijo: življenja in premoženje vojske ZDA, informacije, ter druga sredstva.

## Kratka analiza procesa kriminalističnega obveščevanja
Proces kriminalističnega obveščevanja, (v nadaljevanju CRIMINT), je rezultat učinkovitega postopka obveščevanja ali zbiranja informacij iz raznih medsebojno povezanih aktivnosti. Obveščevalni proces je dolgoročni postopek pretvorbe zbranih podatkov v obvestilo, ali splošno znane informacije, ki se kasneje integrirajo ali uvedejo v operativno znanje, ki se ga da aplicirati za delo na terenu. Proces sestavlja več faz, s sprotnim potekom ocenjevanja in povratnimi informacijami na koncu posamezne faze, na koncu procesa. Z manjšimi popravki, kot so npr. dodajanje in prilagajanje, ter poročanje, se naslednja faza definira kot proces obveščevanja, v regulirani Vojaški dejavnosti v ZDA ; (AR) 525–13, pod sledečimi koraki:
·        CRIMINT načrtovanje in usmerjanje
·        CRIMINT zbiranje in poročanje informacij
·        CRIMINT obdelava
·        Analiza in nazoren prikaz
·        Dopolnjevanje in integracija

## Apliciranje kriminalističnega obveščevanja, ter Analiza kriminalističnega obveščanja
Je uporabna in prepoznavna metoda obveščevanja, ki se že 25 let, uspešno uporablja znotraj mednarodnih skupnosti in združenj. Mednarodna združenja, kot npr. Mednarodna Policija (INTERPOL), Evropska Policija (EUROPOL), ter  Mednarodno kazensko sodišče za vojne zločine na območju nekdanje Jugoslavije (ICTY), uporabljajo metodo analiziranja zbranih informacij, glede kaznivih dejanj, prekrškov, ter zločinov proti človeštvu. Kljub temu, da obstaja več definicij analize kriminalnega obveščevanja, ki se še vedno uporabljajo po svetu, je sledeča definicija edina dogovorjena in mednarodno priznana definicija analize kriminalnega obveščevanja, ki je bila sprejeta leta 1992, iz strani dvanajstih držav članic INTERPOL-a, ki se glasi:  Zagotovitev vpogleda v odnos med kriminalnimi podatki in ostalimi pomembnimi podatki, mora biti omogočena za potrebe policije in sodnih postopkov.
Posledično je kriminalistično obveščevanje v večji meri, bolj opredeljena, intenzivna in aplicirana aktivnost, v primerjavi z kriminologijo.

## Programska oprema analize kriminalističnega obveščevanja
Obstaja več načinov, usmerjenih zoper raziskavi in analizi podatkov, pridobljenih iz kriminalističnega obveščevanja. Eden od načinov avtomatiziranega procesa obdelave podatkov, je način križnega povezovanja (cross refferencing), ali pa povezovalne analize, ki določi povezave med vozliščami podatkov.